# 자기 렌즈

자기 렌즈는 초점을 맞추거나 전자 또는 이온과 같은 대전된 입자의 편향 장치이다. 대전된 입자들은 강한 자기장 위에 놓여지면 빗겨나가게 되는데, 여러 전자석을 이용하여 전류의 흐름을 조절 할 수 있다. 자기렌즈는 음극선 관으로부터 전자현미경까지 다양하게 응용되고 있다.
자기 렌즈는 일반적으로 사중극자 또는 sextupole전자석 형식으로 구성된다. 이 구성으로부터 가운데가 볼록한 자기장이 형성될 수 있다.

## 같이 보기
- 이온 빔
- 질량 분석법